# Nicetes Pectorat
Nicetes Pectorat o Nicetes Estetat (en llatí Nicetas Pectoratus o Nicetas Stethatus (de Sterno, escampar), en grec Νικήτας Στηθατός) va ser un religiós romà d'Orient, monjo a Constantinoble, que va viure a la meitat del segle xi i es va destacar per la seva violenta oposició a la unió de les esglésies i pels seus atacs contra el cardenal Humbert de Moyenmoutier i altres llegats del Papa a Constantinoble.
Va escriure Liber adversus Latinos de Azymis et Sabbatorum Jejunio, et Nuptiis Sacerdotum (que també podria ser obra de Nicetes de Nicea), Tractatus de Anima, Carmen in Symeonem juniorena i alguns escrits menors.